# Harish-Chandra
Harish-Chandra (* 11. Oktober 1923 in Kanpur in Indien; † 16. Oktober 1983 in Princeton, USA) war ein indischer Mathematiker, der überwiegend auf dem Gebiet der unendlich-dimensionalen Darstellungen von Lie-Gruppen arbeitete.

## Leben und Wirken
Weil sein Vater als Wasserbauingenieur viel unterwegs war, wuchs er im Haus seines wohlhabenden Großvaters in Kanpur auf. Nach einer Erziehung durch Hauslehrer wurde er mit 9 Jahren in die 7. Klasse eingeschult und ging mit 16 an die University of Allahabad. Er studierte theoretische Physik bis zum Diplom 1943 und war dann Assistent von Bhabha, einem Schüler von Paul Dirac, in Bangalore. 1945 ging er nach Cambridge, um unter Dirac zu promovieren. In Cambridge traf er auch Wolfgang Pauli, den er auf einen Fehler aufmerksam machte. Er interessierte sich zunehmend für Mathematik und hörte bei John Edensor Littlewood. Gleich in seiner Doktorarbeit über „Infinite irreducible representations of the Lorentz group“ 1947, in der er auf Eugene Wigner aufbaut, fand er das Thema für seine künftige Forschungsarbeit, die Theorie unendlich-dimensionaler Darstellungen (das heißt solchen in Funktionenräumen) nicht-kompakter Lie-Gruppen (wie der Lorentz-Gruppe), die sehr viel komplexer war als die der kompakten Lie-Gruppen.
1947/48 begleitete er Dirac als dessen Assistent nach Princeton, wo die Begegnung mit Hermann Weyl, Emil Artin und Claude Chevalley ihn endgültig zur Mathematik wechseln ließ. Seiner Meinung nach fehlte ihm die für die theoretische Physik nötige Intuition, andererseits war er mit der laxen Handhabung mathematischer Theorien bei den Physikern unzufrieden (was auch seine Doktorarbeit betraf). 1949/1950 war er in Harvard bei Oscar Zariski. 1950 bis 1963 war er an der Columbia University in New York, verbrachte allerdings längere Zeit in Gastprofessuren, so 1952/53 am Tata Institute of Fundamental Research in Bombay, wo er auch heiratete. Aus der Ehe gingen zwei Töchter hervor. 1955/56 war er in Princeton am Institute for Advanced Study und 1957/58 als Guggenheim-Stipendiat in Paris, wo er mit André Weil arbeitete. 1961 bis 1963 war er nochmals als Sloan Research Fellow am Institute for Advanced Study, und danach ständiges Mitglied. 1969 und 1970 hatte er seine ersten zwei Herzanfälle und ging 1970 für ein Sabbatjahr ans IHES. 1982 hatte er aufgrund Überarbeitung einen weiteren Herzanfall, von dem er sich nicht mehr völlig erholte.
Harish-Chandra entwickelte die Theorie der Darstellungen von reduktiven Lie-Gruppen und algebraischen Gruppen, und der zugehörigen harmonischen Analyse (die Theorie der auf der Gruppe definierten Funktionen). Er definierte für unendlich-dimensionale Darstellungen Charaktere und bewies die Analoga zu Weyls Charakterformel. Außerdem bestimmte er die diskreten Serien von Darstellungen und bestimmte die Plancherel-Maße für halbeinfache Lie-Gruppen. Er untersuchte auch Anwendungen in der Theorie der automorphen Formen (Eisenstein-Reihen u. a.) und Zahlentheorie (das heißt z. B. p-adische Darstellungen). Seine Arbeit ist von fundamentaler Bedeutung für das Langlands-Programm. 1958 war er in der engeren Auswahl für die Fields-Medaille.
1954 gewann er den Colepreis in Algebra. 1974 bekam er die indische Ramanujan-Medaille. 1966 hielt er einen Plenarvortrag auf dem Internationalen Mathematikerkongress in Moskau (Harmonic analysis on semi-simple Lie groups) und ebenso 1954 in Amsterdam (Representations of semisimple Lie groups). Er war Fellow der Royal Society, der National Academy of Sciences (1981), der Indian National Science Academy und der Indian Academy of Sciences. 1980 wurde er US-Staatsbürger. 1981 wurde er Ehrendoktor der Yale University.
Der Asteroid (24944) Harish-Chandra wurde nach ihm benannt.
Sein Freund und Schüler V. S. Varadarajan gab seine Gesammelten Werke heraus.

## Harish-Chandra Research Institute
1966 wurde das nach Harish-Chandra benannte Harish-Chandra Research Institute in Allahabad eröffnet. Es widmet sich der Forschung in Mathematik und theoretischer Physik.

## Schriften
- Harish-Chandra Collected papers, 4 Bände, Springer Verlag 1998 (Herausgeber V. S. Varadarajan)
- Harish-Chandra, J. G. M. Mars (Herausgeber) Automorphic forms on semisimple Lie groups, Lecture Notes in Mathematics 62, Springer-Verlag, 1968
- Harish-Chandra, G. van Dijk (Hrsg.): Harmonic analysis on reductive p-adic groups. Lecture Notes in Mathematics 162, Springer Verlag 1970